# Chelidonichthys spinosus
Chelidonichthys spinosus är en bottenfisk i familjen knotfiskar (Triglidae) som finns i nordvästra Stilla havet. 

## Utseende
En långsträckt fisk med stort, triangulärt huvud som har stora ögon och många taggar och benkammar. Fjällen är små, och saknas på bröstet. Färgen är normalt olivgrön till brunaktig, men skiftar till rött under stress. Den nedre/indre delen av bröstfenorna har ett flertal ljusblå fläckar, som bleknar efter döden, och ibland även svarta fläckar. Arten kan bli 40 cm lång, och som mest väga 950 g.

## Vanor
Chelidonichthys spinosus lever nära sandbotten eller blandad sand- och dybotten på djup mellan 25 och 615 m.

## Utbredning
Arten finns i nordvästra Stilla havet från södra Hokkaido i Japan till Sydkinesiska havet.

## Taxonomi
Taxonomin är osäker, framför allt rörande gränsen mellan denna art och den nära släktingen Chelidonichthys kumu.

## Kommersiell användning
Arten är en uppskattad matfisk, och ett kommersiellt fiske förekommer, framför allt med trål.